# Yerson Mosquera
Yerson Mosquera Valdelamar (Apartadó, 2 maggio 2001) è un calciatore colombiano, difensore del Wolverhampton e della nazionale colombiana.

## Caratteristiche tecniche
È un difensore centrale.

## Carriera

### Club
Cresciuto nel settore giovanile del Atlético Nacional, debutta in prima squadra il 28 ottobre 2020 in occasione del match di Coppa Sudamericana pareggiato 1-1 contro il River Plate; pochi giorni più tardi esordisce anche in Categoría Primera A contro il Millonarios ed il 12 novembre realizza la sua prima rete nella vittoria per 3-2 contro l'Alianza Petrolera.
Il 17 giugno 2021, Mosquera passa a titolo definitivo al Wolverhampton, in Premier League, con cui firma un contratto quinquennale.
Il 2 febbraio 2023, viene ceduto in prestito annuale all'FC Cincinnati, nella MLS.
Il 23 gennaio 2024, passa in prestito secco al Villarreal, nella Liga, fino al termine della stagione.

### Nazionale
Il 12 ottobre 2023, Mosquera esordisce in nazionale maggiore nel pareggio interno contro l'Uruguay (2-2). Il 10 settembre 2024 realizza il suo primo gol con la Colombia nel successo per 2-1 contro l'Argentina.

## Statistiche

### Presenze e reti nei club
Statistiche aggiornate al 13 maggio 2021.
| Stagione        | Squadra           | Campionato      | Campionato | Campionato | Coppe nazionali | Coppe nazionali | Coppe nazionali | Coppe continentali | Coppe continentali | Coppe continentali | Altre coppe | Altre coppe | Altre coppe | Totale | Totale |
| Stagione        | Squadra           | Comp            | Pres       | Reti       | Comp            | Pres            | Reti            | Comp               | Pres               | Reti               | Comp        | Pres        | Reti        | Pres   | Reti   |
| --------------- | ----------------- | --------------- | ---------- | ---------- | --------------- | --------------- | --------------- | ------------------ | ------------------ | ------------------ | ----------- | ----------- | ----------- | ------ | ------ |
| 2020            | Atlético Nacional | A               | 4          | 1          | CC              | 2               | 0               | CS                 | 1                  | 0                  |             | -           | -           | 7      | 1      |
| 2021            | Atlético Nacional | A               | 12         | 0          | CC              | 0               | 0               | CL                 | 6                  | 0                  |             | -           | -           | 18     | 0      |
| Totale carriera | Totale carriera   | Totale carriera | 16         | 1          |                 | 2               | 0               |                    | 7                  | 0                  |             | -           | -           | 25     | 1      |

### Cronologia presenze e reti in nazionale
| Cronologia completa delle presenze e delle reti in nazionale ― Colombia | Cronologia completa delle presenze e delle reti in nazionale ― Colombia | Cronologia completa delle presenze e delle reti in nazionale ― Colombia | Cronologia completa delle presenze e delle reti in nazionale ― Colombia | Cronologia completa delle presenze e delle reti in nazionale ― Colombia | Cronologia completa delle presenze e delle reti in nazionale ― Colombia | Cronologia completa delle presenze e delle reti in nazionale ― Colombia | Cronologia completa delle presenze e delle reti in nazionale ― Colombia |
| Data                                                                    | Città                                                                   | In casa                                                                 | Risultato                                                               | Ospiti                                                                  | Competizione                                                            | Reti                                                                    | Note                                                                    |
| ----------------------------------------------------------------------- | ----------------------------------------------------------------------- | ----------------------------------------------------------------------- | ----------------------------------------------------------------------- | ----------------------------------------------------------------------- | ----------------------------------------------------------------------- | ----------------------------------------------------------------------- | ----------------------------------------------------------------------- |
| 12-10-2023                                                              | Barranquilla                                                            | Colombia                                                                | 2 – 2                                                                   | Uruguay                                                                 | Qual. Mondiali 2026                                                     | -                                                                       | 90’                                                                     |
| 17-10-2023                                                              | Quito                                                                   | Ecuador                                                                 | 0 – 0                                                                   | Colombia                                                                | Qual. Mondiali 2026                                                     | -                                                                       | 9’ 86’                                                                  |
| 21-11-2023                                                              | Asunción                                                                | Paraguay                                                                | 0 – 1                                                                   | Colombia                                                                | Qual. Mondiali 2026                                                     | -                                                                       | 89’                                                                     |
| 10-9-2024                                                               | Barranquilla                                                            | Colombia                                                                | 2 – 1                                                                   | Argentina                                                               | Qual. Mondiali 2026                                                     | 1                                                                       | 88’                                                                     |
| Totale                                                                  |                                                                         | Presenze                                                                | 4                                                                       |                                                                         | Reti                                                                    | 1                                                                       |                                                                         |

## Palmarès
- MLS Supporters' Shield: 1

FC Cincinnati: 2023